# Зиндерман, Хорст
Хорст Зи́ндерман (нем. Horst Sindermann; 5 сентября 1915, Дрезден, Германская империя — 20 апреля 1990, Берлин, ГДР) — восточногерманский партийный и государственный деятель, председатель Совета министров ГДР, председатель Народной палаты ГДР. Герой Труда ГДР (1985).

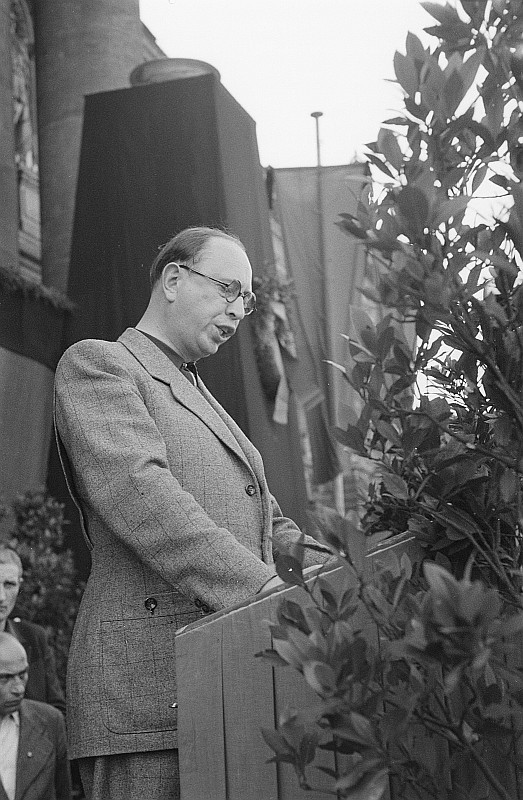

## Биография
После учёбы в начальной школе и реальной гимназии в 1929 году вступил в Коммунистический союз молодёжи Германии, в 1933 году был арестован и приговорён к восьми месяцам тюремного заключения за участие в движении Сопротивления национал-социализму. В 1935 году был приговорён к шести годам тюрьмы за приготовление к государственной измене и содержался в концентрационных лагерях Заксенхаузен и Маутхаузен до 1945 года.
В 1945 году был освобождён союзническими войсками и вступил в КПГ, а в 1946 году — СЕПГ. Он работал главным редактором газет Sächsische Volkszeitung в Дрездене и Volksstimme в Хемнице. В это время был обвинён руководством партии в предательстве во времена национал-социализма, однако ему удалось доказать свою невиновность. Вскоре в 1950 году он был назначен главным редактором газеты Freiheit в Галле, где проработал до 1953 года.
В 1963–1971 годах занимал пост первого секретаря окружного комитета СЕПГ в Галле, в 1963–1989 годах — депутат Народной палаты ГДР. В 1971–1973 годах работал на посту заместителя премьер-министра ГДР. Кандидат в члены Политбюро ЦК СЕПГ в 1963–1967 годах. Член Политбюро ЦК СЕПГ в 1967–1989 годах.
3 октября 1973 года Народная палата избрала его председателем Совета министров ГДР, а его предшественник Вилли Штоф был назначен председателем Государственного совета. В 1976 году по указанию Эриха Хонеккера Зиндерман был смещён с этого поста за излишне либеральную экономическую политику. Это произошло на учредительном заседании Народной палаты 29 октября 1976 года, на котором сам Э. Хонеккер был избран председателем Государственного совета, В. Штоф — вновь председателем Совета министров, а Х. Зиндерман — президентом Народной палаты. Занимая этот пост в 1976–1989 годах, Зиндерман номинально являлся третьим лицом страны, однако в реальности обладал весьма ограниченным влиянием на политическую жизнь.
В 1989 году после падения Берлинской стены был исключён из СЕПГ и некоторое время провёл в предварительном заключении, однако до предъявления обвинения дело не дошло. Вскоре после своего освобождения он умер.

## Награды
- Орден Октябрьской Революции (04.09.1975)
- Орден Дружбы народов (04.09.1985)